# Lecionário 1686
O Lecionário 1686 (designado pela sigla ℓ 1686 na classificação de Gregory-Aland) é um antigo manuscrito do Novo Testamento, paleograficamente datado do Século XVI d.C.[a]
Este codex contém lições dos Actos dos Apóstolos e das Epístolas católicas (conhecidos como Apostolos), mas com algumas lacunas. As letras iniciais do texto são decoradas, as nomina sacra foram escritas de forma abreviada, o texto comtém notas de rodapé e raramente está correcto. O manuscrito também apresenta menológios[a] e foi escrito em grego. Actualmente se encontra no Museu da Bíblia da Universidade de Münster.

## Galeria

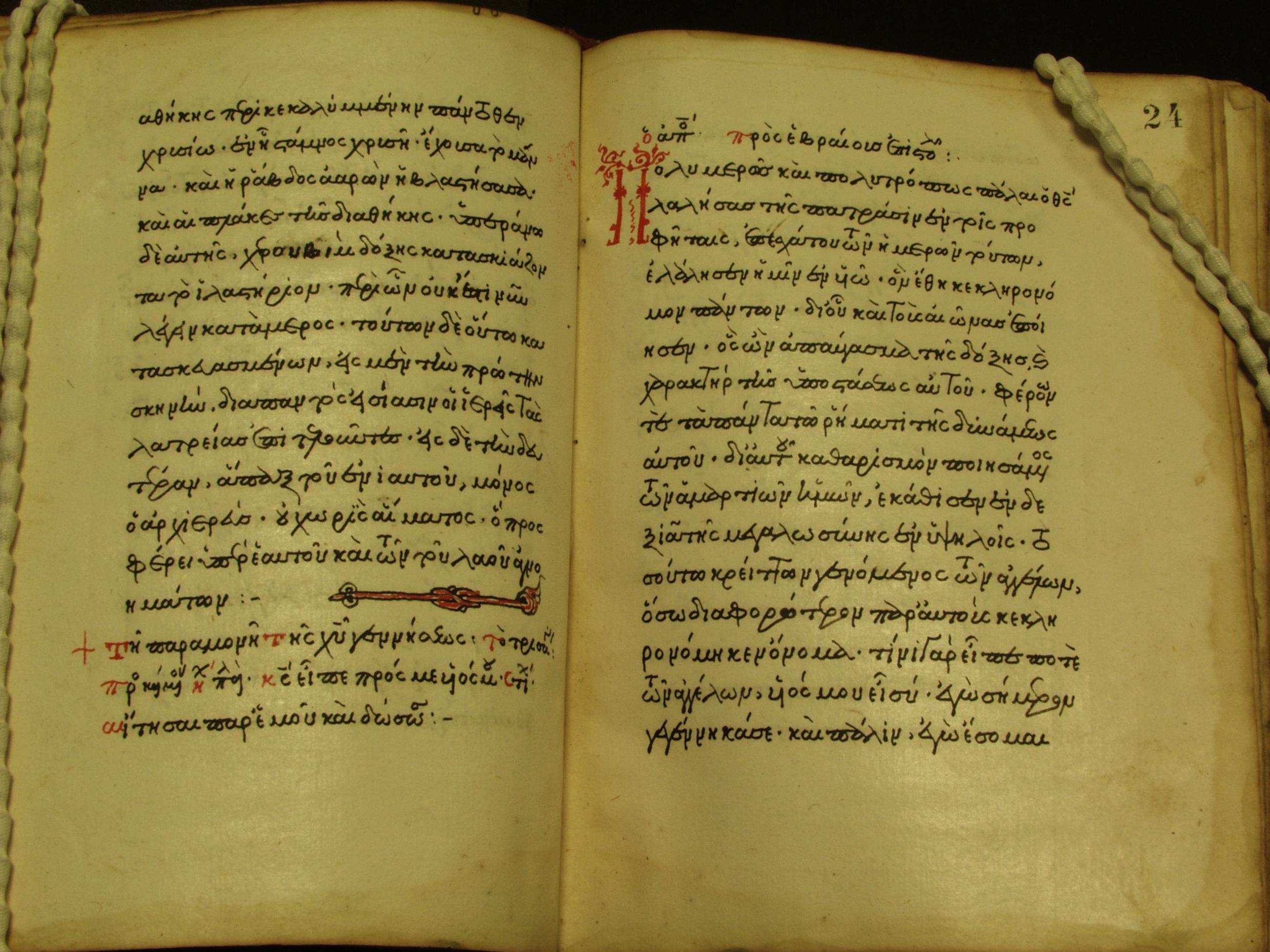
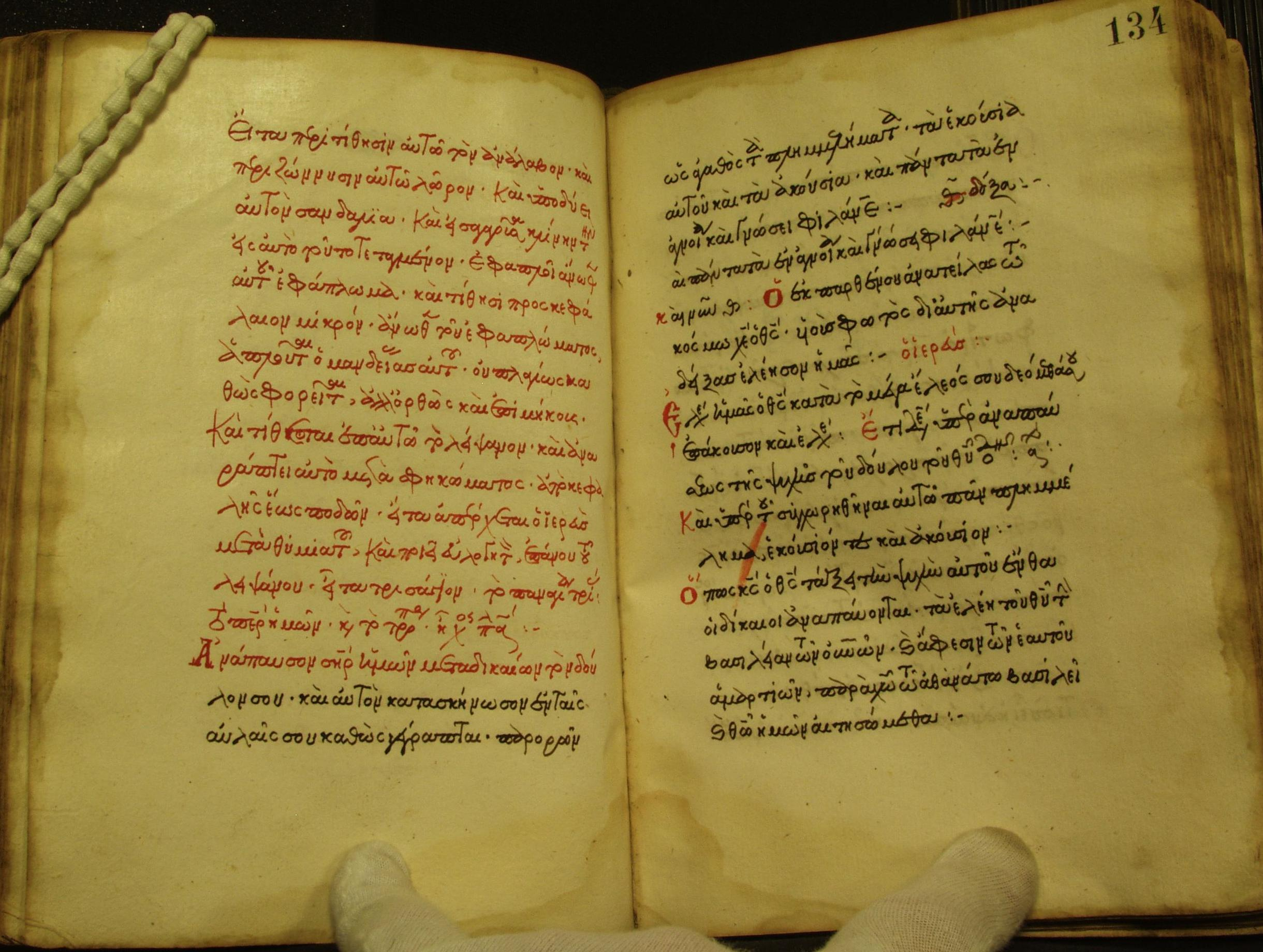
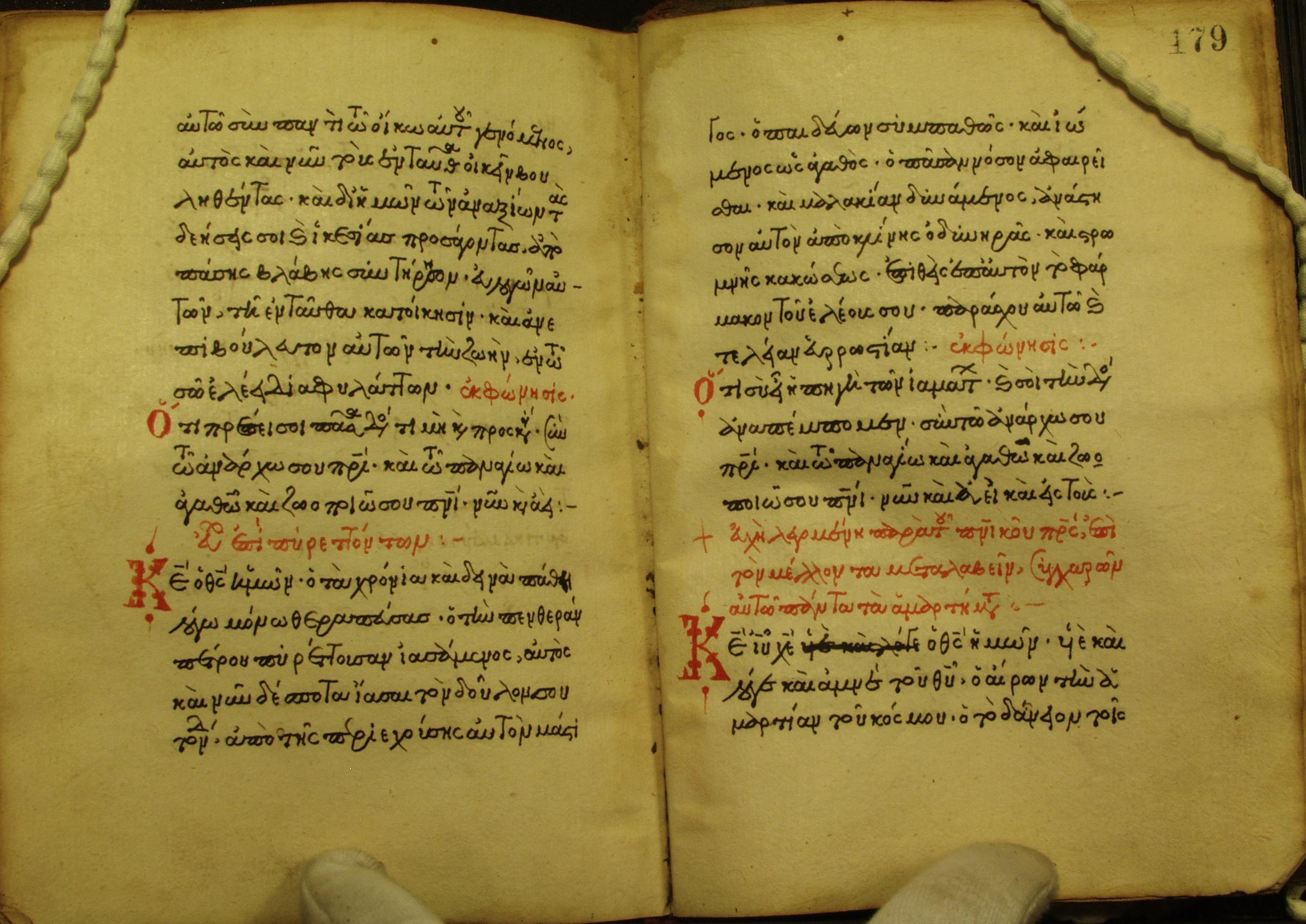